# Lasioglossum danforthi
Lasioglossum danforthi är en biart som först beskrevs av Mcginley 2003.  Lasioglossum danforthi ingår i släktet smalbin, och familjen vägbin. Inga underarter finns listade i Catalogue of Life.